# Retaguardia en los territorios ocupados (nazi)
En el periodo nazi, la retaguardia de los territorios ocupados, quedaba al mando de un Comandante de la Retaguardia (abreviado Korück) que se ocupaba del gobierno del territorio. 
Como parte de la explotación económica de los territorios ocupados, la Wehrmacht participó en numerosas violaciones de la legislación internacional sobre conflictos armados y los crímenes de guerra, como, por ejemplo, los trabajos forzados y la participación en la llamada "Partisanenaktionen". Esta se dirigía especialmente contra la población civil judía, enviándolas a Campos de Trabajo o asesinándolas.